# Michael McClure
Michael McClure (Marysville, 20 de outubro de 1932 – Oakland, 4 de maio de 2020) foi um poeta, dramaturgo, compositor e novelista estadunidense. Integrante chave da Geração Beat, sendo imortalizado como Pat McLear em Big Sur, livro de Jack Kerouac lançado em 1962 e como Ike O'Shay em Os Vagabundos do Dharma.
Michael, escreveu a letra da canção "Mercedes-Benz", cantada por Janis Joplin.
Morreu no dia 4 de maio de 2020 em Oakland, aos 87 anos, de acidente vascular cerebral.

## Obras
- Passage (1956)
- For Artaud (1959)
- Hymns to St. Geryon and Other Poems (1959)
- The New Book/A Book of Torture (1961)
- Dark Brown (1961)
- Meat Science Essays (1963)
- The Blossom; or Billy the Kid (1964)
- The Beard (1965)
- Poisoned Wheat (1965)
- Unto Caesar (1965)
- Love Lion Book (1966)
- Freewheelin Frank (com Frank Reynolds) (1967)
- The Sermons of Jean Harlow and the Curses of Billy the Kid (1968)
- Hail Thee Who Play (1968)
- Muscled Apple Swift (1968)
- Little Odes and The Raptors (1969)
- The Surge (1969)
- Star (1970)
- The Mad Cub (1970)
- The Adept (1971)
- Gargoyle Cartoons (1971)
- The Mammals - incluindo The Feast, The Blossom ou Billy the Kid, and Pillow (1972)
- The Book of Joanna (1973)
- Solstice Blossom (1973)
- The Grabbing of the Fairy (1973)
- Rare Angel (1974)
- A Fist-Full (1956-57) (1974)
- Gorf (1974)
- September Blackberries (1974)
- The Last American Valentine: Illustrated poems to seduce and destroy - antologia publicada pela Write Bloody Publishing (2008)